# Refuge Napoléon
Il refuge Napoléon (2.280 m s.l.m.) si trova nelle Alpi Cozie nel comune di Cervières e poco più a valle del colle dell'Izoard.
Fa parte di sei rifugi del dipartimento delle Alte Alpi costruiti per volere di Napoleone Bonaparte in ringraziamento dell'accoglienza avuta al suo ritorno dall'Isola d'Elba.

## Accesso
L'accesso estivo è lungo la strada che da Cervières sale al colle dell'Izoard.